# جنگجو (فیلم ۱۹۹۱)
جنگجو (به هندی: Yodha) یا مبارز فیلمی محصول سال ۱۹۹۱ و به کارگردانی راهول راول است. در این فیلم بازیگرانی همچون سانی دئول، سانجی دات، سانجیتا بجلانی، دنی دنزونگپا، شلیپا شیرودکار، پارش راوال، آنجانا ممتاز، آنو کاپور، باب کریستو و آنجان سیرواستاو ایفای نقش کرده‌اند.